# غزة في أزمة
غزة في أزمة: تأملات في حرب إسرائيل ضد الفلسطينيين هي مجموعة من المقابلات والمقالات من نعوم تشومسكي وإيلان بابي التي تدرس الحرب على غزة 2008–09 الإسرائيلية وتحاول وضعها في سياق الصراع الإسرائيلي الفلسطيني. قام بتحرير الكتاب فرانك بارات، الذي أجرى أول مقابلة عبر البريد الإلكتروني حول هذا الموضوع مع تشومسكي في عام 2005. 

## روابط خارجية

### المقابلات
- محادثة مع نعوم تشومسكي بواسطة فرانك بارات (تم تصويره في معهد ماساتشوستس للتكنولوجيا ، كامبريدج في 2 سبتمبر 2010)
- إعادة صياغة النزاع بين إسرائيل وفلسطين: مقابلة مع إيلان بابيه بواسطة فرانك بارات (تم تصويره في لندن في 6 مارس 2011)

### مقتطفات الكتاب
- غيتو فلسطين: حوار مع إيلان بابي ونوام تشومسكي بقلـم فرانك بارات (مقتطف من الكتاب على scribd.com)
- خيانة غزة من قبل نعوم تشومسكي (مقتطف من الكتاب في دولة دولة جديدة )
- مخطط لحركة الدولة الواحدة بقلم إيلان بابي (مقتطف من الكتاب على truth-out.org)